# Dandi
|  | Per a altres significats, vegeu «Dandy». |

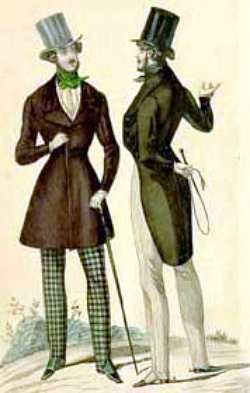
Dandis francesos de la dècada de 1830.

Un dandi (de l'anglès: dandy) és un arquetip de persona molt refinada en el vestir, amb grans coneixements de moda, provinent de la burgesia, amb una forta personalitat i posseïdora de nous valors com la sobrietat o l'ús dels avenços portats per la Revolució Industrial, que acabaria convertint-se en un referent per a la seva època.
El corrent associat al dandi es denomina «dandisme», sense estar clar l'origen de la paraula ni si la seva procedència va ser més literària que real o a l'inrevés, però va néixer en la societat anglesa i sobretot francesa de finals del segle xviii. Amb posterioritat s'aniria expandint a altres nacions portada per persones que havien residit a Londres i sobretot París. El dandisme es va convertir en un referent per a la moda masculina, per als valors i per als costums de les societats europees molt agitades per les diferents revolucions esdevingudes entre els segles XVIII, XIX i principis del xx. Aquest corrent va ser contestatari amb la societat de la seva època i amb moviments com el romanticisme del que pretenia separar-se. Encara que fracassats vitalment, els seguidors del dandisme van contribuir a crear la moda masculina actual, així com el concepte de celebritat, el de drets d'imatge i el de tribu urbana.